# Đuro Perica
Đuro Perica (Nijemci kod Vinkovaca, 1941. – 15. kolovoza 2023.), hrvatski političar, politički zatvorenik, saborski zastupnik, i jedan od osnivača HDZ-a.
Rođen je u Nijemcima 1941. godine. Pučku školu je završio u Nijemcima, a gimnaziju u Zagrebu i Vinkovcima. Diplomirao je na Fakultetu poljoprivrednih znanosti u Zagrebu. Bio je sudionik Hrvatskog proljeća.
Zbog svojih nacionalnih uvjerenja doživio je progone i nakon montiranog procesa proveo dugih 14 godina u zatvorima komunističke Jugoslavije. Udba je izvela operaciju u Paromlinskoj ulici u Zagrebu 1975. godine., kada je postavila eksploziv, koji je i eksplodirao i izjavila, da je bio namijenjen koloni u kojoj je bio Tito. Za to je lažno optuženo trinaestero ljudi, među kojima i Đuro Perica, s ciljem da se vlast obračuna sa sudionicima Hrvatskog proljeća. Prvooptuženi je bio Tomislav Držić, tadašnji novinar Vjesnika. Prvo su osuđeni na smrtnu kaznu, što je promijenjeno na 20 godina zatvora. U ponovljenim postupcima za Paromlinsku dokazano kako je proces bio montiran, a osuđeni nevini ljudi.
Dolaskom demokratskih promjena u Hrvatskoj bio je jedan od osnivača Hrvatske demokratske zajednice, s čije je liste izabran u prvi višestranački Sabor. Bio je saborski zastupnik u tri mandata.
Bio je zamjenik ministra unutarnjih poslova i član najviših tijela HDZ-a, osnivač i prvi predsjednik Hrvatskog društva političkih zatvorenika, prvi predsjednik Zajednica utemeljitelja HDZ-a Dr. Franjo Tuđman te kasnije njen počasni predsjednik.
Dana, 28. siječnja 1995. izabran je u Budimpešti za jednog od tri predsjednika Međunarodne asocijacije bivših političkih zatvorenika.